# Catocala pellex
Catocala pellex är en fjärilsart som beskrevs av Jacob Hübner 1808. Catocala pellex ingår i släktet Catocala och familjen nattflyn. Inga underarter finns listade i Catalogue of Life.